# Vicksburgveldtocht

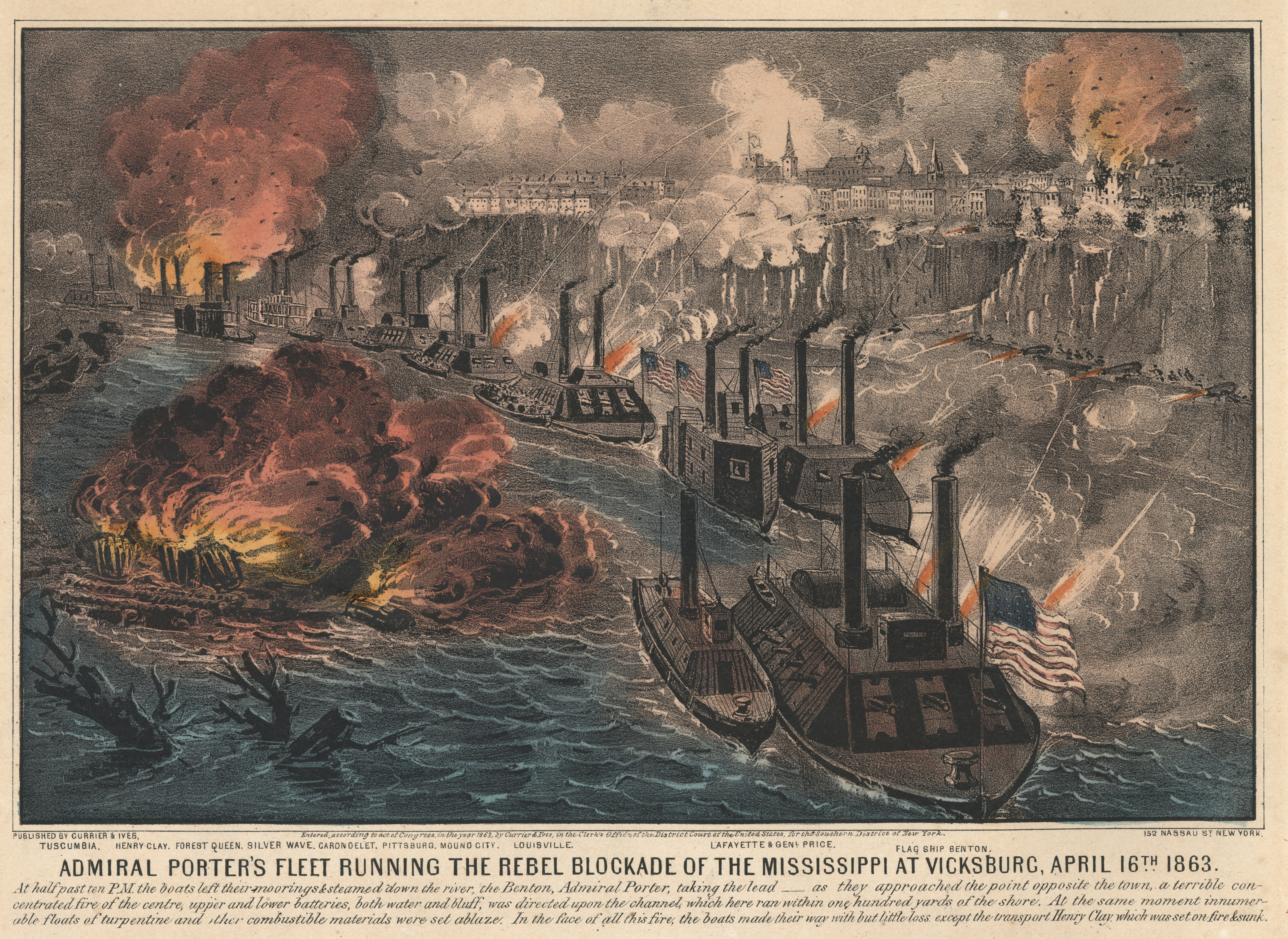
Litho van het Mississippi River Squadron dat op 16 april 1863 de Zuidelijke blokkade bij Vicksburg probeert te doorbreken

De Vicksburgveldtocht was een reeks van manoeuvres en veldslagen in het westelijk deel van Amerika tijdens de Amerikaanse Burgeroorlog. Het hoofddoel van de Noordelijke veldtocht was de versterkte stad Vicksburg. Deze stad domineerde het laatste stuk van de rivier de Mississippi die in Zuidelijke handen was. Het Noordelijke Army of the Tennessee onder leiding van generaal-majoor Ulysses S. Grant veroverde de stad op de Zuidelijke luitenant-generaal John C. Pemberton.
De veldtocht kan ingedeeld worden in een aantal marineoperaties, troepenbewegingen, mislukte plannen en elf veldslagen in de periode vanaf 26 december 1862 tot 4 juli 1863. Militaire historici verdelen deze veldtocht in twee fasen namelijk de Operaties tegen Vicksburg (december 1862 tot januari 1863) en Grants operaties tegen Vicksburg (maart tot juli 1863).
Grant lanceerde een tangbeweging om de stad in te nemen. De ene helft van zijn leger onder leiding van generaal-majoor William T. Sherman zou langs de rivier de Yazoo oprukken om Vicksburg vanuit het noordoosten te benaderen. De andere helft onder bevel van Grant zelf zou langs de Mississippi Central Railroad oprukken. Dit plan zou niet slagen. Daarna probeerde Grant om toegang te krijgen tot de rivier ten zuiden van de Vicksburg batterijen. Ook deze vijf pogingen mislukten. Uiteindelijk slaagde een Noordelijke kanonneerboot erin om de Zuidelijke rivierblokkade te doorbreken. Ondertussen marcheerde Grant met zijn leger via Louisiana naar Vicksburg. Op 29 en 30 april zette Grant zijn leger over de Mississippi bij Bruinsburg. Een reeks van manoeuvres en schijnbewegingen had de Zuidelijken zand in de ogen gestrooid zodat de oversteek zonder verliezen kon gebeuren. De volgende 17 dagen veroverde Grant Jackson, Mississippi en won vijf veldslagen. Daarna kon de belegering van Vicksburg beginnen.
Na de overgave van Pembertons leger op 4 juli (één dag na de Noordelijke overwinning bij Gettysburg) in Vicksburg en het einde van het Beleg van Port Hudson op 9 juli was de volledige Mississippi in Noordelijke handen. Deze gebeurtenissen waren het keerpunt in de oorlog.

## Achtergrond
Vicksburg was strategisch zeer belangrijk voor het Zuiden. President Jefferson Davis zei hierover: "Vicksburg is de nagel die de twee helften van het Zuiden samenhoud." Deze stad blokkeerde de Noordelijke doorvaart langs de Mississippi. Via deze stad kon de communicatie en bevoorrading tussen de verschillende Zuidelijke staten langs de rivier gemakkelijker verlopen. De stad kreeg de bijnaam Gibraltar van het Zuiden wegens de natuurlijke verdedigingsmogelijkheden. Het lag op een heuvel die uitzicht bood op een U-vormige bocht in de rivier. Ten noorden en ten oosten van Vicksburg lag de Mississippidelta (ook gekend als de Yazoodelta), een vrijwel ondoordringbaar moeras die 320 km lang en 80 km breed was. Op ongeveer 19 km van de stad, langs de rivier de Yazoo hadden de Zuidelijken geschut opgesteld bij Haynes Bluff.
De stad had al onder Noordelijk vuur gelegen. Toen admiraal David Farragut de rivier opvoer om New Orleans te veroveren, had hij op 18 mei 1862 de overgave van de stad geëist. Hij had echter te weinig middelen en mankracht om Vicksburg in te nemen. Daarom trok hij onverrichter zake terug. In juni 1862 keerde Farragut terug naar Vicksburg met een sterkere vloot. Hun bombardement tussen 26 en 28 juni haalde niets uit. De stad bleef stevig in Zuidelijke handen. Farragut liet de mogelijkheid onderzoeken om de versterkte stad te omzeilen door een kanaal te graven. Hierdoor zou Vicksburg letterlijk en figuurlijk een eiland worden. Op 28 juni begon een werkploeg onder leiding van brigadegeneraal Thomas Williams aan het graven van een kanaal. Veel arbeiders en soldaten stierven door uitputting of tropische ziekten. Het werk werd op 24 juli stilgelegd. Williams sneuvelde twee weken later in de Slag bij Baton Rouge.
In de herfst van 1862 werd generaal-majoor Henry W. Halleck gepromoveerd tot opperbevelhebber van alle Noordelijke legers. Op 23 november vond een ontmoeting plaats tussen Grant en Halleck. Grant kreeg de opdracht en de nodige vrijheid en middelen om Vicksburg in te nemen via de Mississippi. Halleck zou later kritiek krijgen op het feit dat hij Vicksburg niet aanviel vanuit Memphis, Tennessee. Hij was ervan overtuigd dat Vicksburg via een marineoperatie kon ingenomen worden. Het eventuele succes die kon geboekt worden in de zomer van 1862, kon niet verwezenlijkt worden in november. De Zuidelijken hadden de stad zwaar versterkt.
Het leger van Grant marcheerde in Zuidelijke richting langs de Mississippi Central Railroad. Holly Springs werd uitgebouwd als voorpost. Grant plande een tangbeweging om Vicksburg in te nemen. Zijn belangrijkste officier, generaal-majoor William T. Sherman zou met vier divisies (32.000 soldaten) langs de rivier oprukken. Terwijl Grant met de overige troepen (40.000 soldaten) verder langs de spoorweg zou oprukken naar Oxford, Mississippi. Daar zou hij de verdere ontwikkelingen afwachten. Grant hoopte het Zuidelijke leger in de richting van Grenada, Mississippi te lokken.
De Zuidelijke strijdkrachten in Mississippi werden aangevoerd door luitenant-generaal John C. Pemberton, een officier uit Pennsylvania die voor het Zuiden vocht. Pemberton had ongeveer 12.000 soldaten in Vicksburg en Jackson. Generaal-majoor Earl Van Dorn beschikte over 24.000 soldaten in Grenada.
Ondertussen kreeg ook de politieke elite interesse voor Vicksburg. President Abraham Lincoln schreef: "Vicksburg is de sleutel. De oorlog kan niet gewonnen worden indien we deze sleutel niet op zak hebben." Ook Lincoln zag wel iets in een tangbeweging, maar dan langs beide zijden van de rivier. Generaal-majoor John A. McClernand kon Lincoln ervan overtuigen dat hij een leger langs de rivier kon leiden en Vicksburg innemen. Lincoln keurde dit voorstel goed. Hij zou generaal-majoor Nathaniel P. Banks stroomopwaarts langs de rivier laten oprukken vanuit New Orleans. McClernand trok zijn leger samen bij Memphis. In Washington was Halleck onzeker over McClernand en gaf het bevel van alle troepen in handen van Grant. McClerands troepen werden in twee gesplitst. Sherman kreeg de ene helft en McClernand, onder Grants bevel, kreeg de andere helft toegewezen. Deze situatie zou tijdens de veldtocht regelmatig tot wrijvingen leiden tussen Grant en McClernand.

## Veldslagen in de operaties tegen Vicksburg, december 1862 tot januari 1863

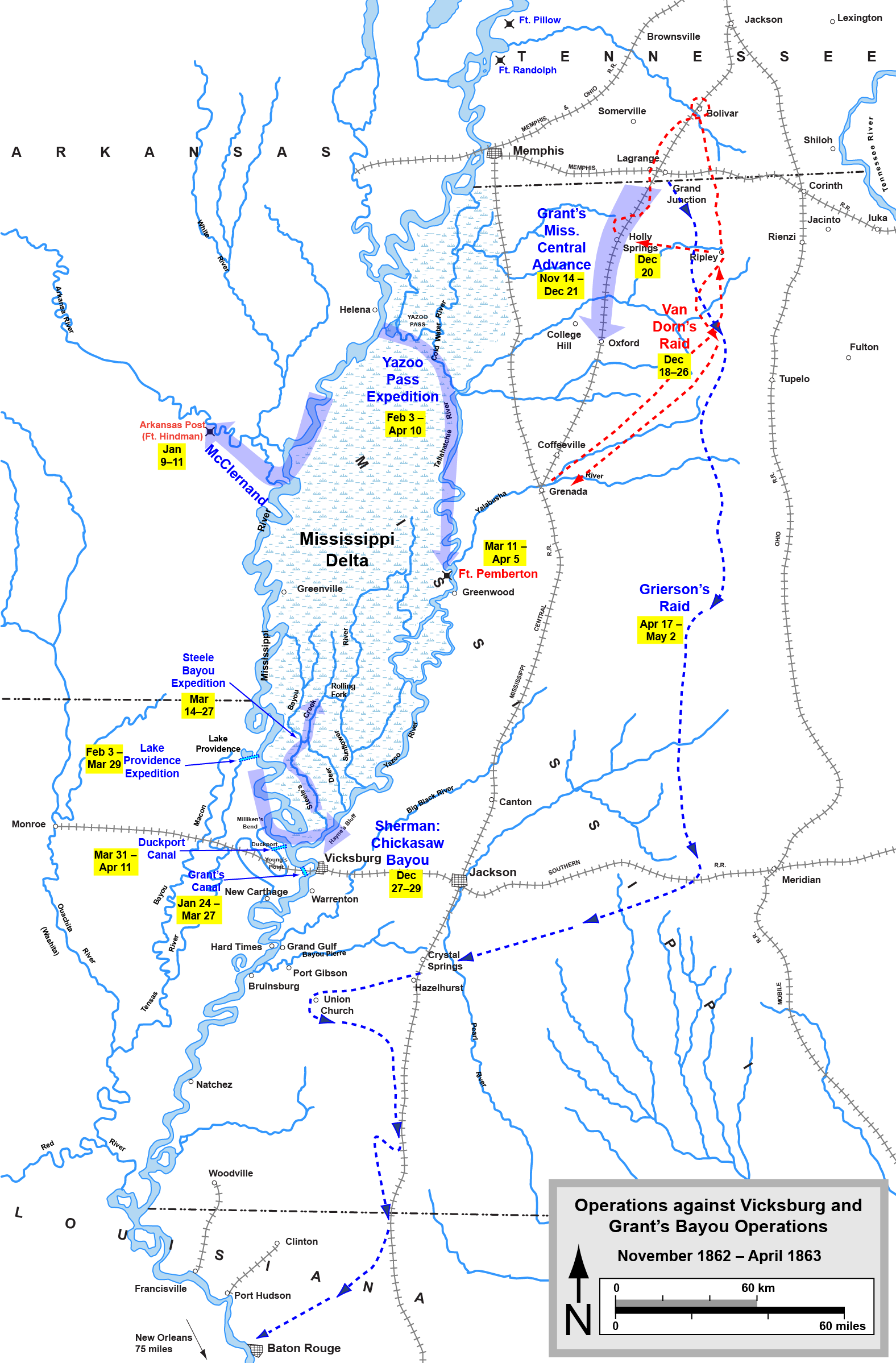
operaties tegen Vicksburg en Grants operaties in de Bayou.

De volgende slagen maken deel uit van de fase "Operaties tegen Vicksburg" in de Vicksburgveldtocht.

### Slag bij Chickasaw Bayou(26 december tot 29 december 1862)
Sherman ontscheepte drie divisies bij Johnson's Plantation langs de Yazoo om Vicksburg vanuit het noordoosten te benaderen. Op 27 december had hun voorhoede de moerassen bij Walnut Hills bereikt. Deze waren versterkt door de Zuidelijken. Op 28 december mislukten verschillende pogingen om rond de verdedigingswerken te geraken. De volgende dag gaf Sherman het bevel om de stellingen aan te vallen. Deze frontale aanval werd afgeslagen met zware verliezen.
Tijdens deze periode had Grants leger het zwaar te verduren. Zijn communicatielijnen werden aangevallen door Van Dorn en Nathan Bedford Forrest die het depot van Holly Springs vernietigde. Zonder deze voorraden kon hij Sherman niet verder ondersteunen en werd het plan opgegeven.
Begin januari arriveerde McClernand in Memphis met zijn XIII Corps onder leiding van brigadegeneraal George W. Morgan. Op 4 januari gaf hij het bevel aan Sherman om zich bij hem aan te sluiten. McClernand doopte zijn 32.000 man sterke leger om tot het Army of the Mississippi. Dit was een directe provocatie aan het adres van Grant. Sherman kon alleen maar het bevel uitvoeren van een hogere officier. Hij stelde voor om een gezamenlijke leger- en marineoperatie uit te voeren tegen Fort Hindman bij Arkansas Post bij de samenvloeiing van de Mississippi en de Arkansas. Dit fort werd gebruikt als basis voor Zuidelijke kanonneerboten. Grant werd niet op de hoogte gebracht van deze expeditie.

### Slag bij Arkansas Post(9 januari tot 11 januari 1863)
In de loop van de avond op 9 januari 1863 zette Rear Admiral David Dixon Porter Noordelijke troepen aan land bij Arkansas Post. Daarna marcheerden de soldaten richting Fort Hindman. Shermans korps overrompelde de vijandelijke voorposten. De Zuidelijken trokken zicht terug binnen de muren van het fort. Op 10 januari liet Porter de Noordelijke vloot opstomen naar het fort. Na een bombardement trok hij zich tegen valavond terug. Vanaf 11 januari bombardeerde de Noordelijke artillerie het fort vanaf de overzijde van de rivier. De Noordelijke kanonneerboten sloten zich aan bij het bombardement terwijl de rest van de vloot langs het fort voer. Na een aanval van de Noordelijke infanterie hees de commandant van het fort de witte vlag hijsen. Hoewel de Noordelijke verliezen hoog waren en deze overwinning geen meerwaarde betekende om Vicksburg in te nemen, werd er toch een vijandelijk fort ingenomen. Dit betekende dat de scheepvaart minder hinder zou ondervinden.
Toen Grant van deze operatie op de hoogte gebracht werd, was hij ontevreden over McClernand gedrag. Volgens Grant kon dit de operaties tegen Vicksburg in gevaar gebracht hebben. Dankzij de overwinning van Sherman, nam Grant geen sancties. Hij stuurde McClernand weg en nam zelf het algemeen bevel op zich.

## Grants operaties in Bayou (januari tot maart 1863)
Tijdens de wintermaanden nam Grant enkele initiatieven om de inname van Vicksburg voor te bereiden. Grant stippelde een strategie uit waarbij bestaande en nog aan te leggen waterwegen gebruikt zouden worden om zijn troepen zodanig te positioneren dat hij Vicksburg kon omsingelen en innemen. En dit zonder de directe route te nemen via de Mississippi die onder zware Zuidelijke bewaking stond.

### Grants kanaal
De eerste poging om een kanaal te graven over de De Sotolandtong (waarop Vicksburg gelegen was) werd opgegeven in juli 1862 door Farragut en Williams. Op aandringen van president Lincoln en Grant zetten Shermans soldaten de werkzaamheden aan het kanaal verder. Sherman doopte het kanaal "Butler's Ditch" naar Benjamin Butler die de originele opdrachtgever was. Initieel was het kanaal 1,80 m diep en 1,80 m breed. Na een inspectie van Grant kreeg Sherman het bevel om het kanaal tot 180 m te verbreden en tot 2,10 m uit te diepen. Al snel werd dit het Grants kanaal genoemd. De werkzaamheden waren niet afgestemd op de hydrologie van de rivier. Een plotse stijging in het waterpeil doorbrak de dam aan het uiteinde van het kanaal en overstroomde de volledige regio. Het kanaal liep vol met water en sedimenten. Om het project nog te redden, werden twee grote pompen aangevoerd. Deze pompen kwamen echter onder Zuidelijk vuur te liggen. De pompen werden opnieuw weggehaald. Eind maart werd het project opgegeven. De restanten zijn nog te zien in het Vicksburg National Military Park in Louisiana.

### Lake Providence-expeditie
Grant gaf opdracht aan brigadegeneraal James B. McPherson om een kanaal te graven tussen de Mississippi en Lake Providence ten noordwesten van de stad. Zo kregen de Noordelijken rechtstreeks toegang tot de Red River, Bayous Baxter, Mâcon, Tensas River en Black River. Indien ze erin slaagden om de Red River te bereiken, kon Grant aansluiting vinden met Banks in Port Hudson. Op 18 maart was het kanaal open voor scheepvaart. Met de weinige boten die Grant tot zijn beschikking had, kon hij maar 8.500 soldaten transporteren via deze weg. Te weinig om de balans bij Port Hudson te beïnvloeden. Opnieuw maakten de Noordelijken weinig vooruitgang.

### Yazoo Passexpeditie
Een volgende poging om voorbij de heuvels bij Hayne’s Bluff te geraken werd ondernomen op 3 februari. De Noordelijken bliezen de dammen bij Moon Lake op zodat ze met hun boten via de Yazoo Pass, Coldwater River, Tallahatchie River en de Yazoo River de heuvels bij Hayne’s Bluff konden omzeilen. Tien schepen onder leiding van commodore Watson Smith, geladen met troepen aangevoerd door brigadegeneraal Benjamin Prentiss, trokken op 7 februari door de pas. Laag hangende takken brachten veel schade toe aan de schepen. Dankzij de opgelopen vertraging slaagden de Zuidelijken erin om bij de samenvloeiing van de Tallahatchie en de Yalobusha een fortificatie (namelijk Fort Pemberton) te bouwen. Dit fort weerstond drie aanvallen op 11, 14 en 16 maart. De Noordelijken moesten opnieuw opgeven.

### Steele's Bayouexpeditie
Porter ondernam op 16 maart een poging om de Yazoodelta te bereiken via de Steele’s Bayou net ten noorden van Vicksburg bij de Deer Creek. Via deze vaarroute hoopten de Noordelijken Fort Pemberton te flankeren en hun troepen tussen Vicksburg en Yazoo City te laten landen. De boten werden meermaals aangevallen. Dankzij de tussenkomt van Shermans infanterie werden de boten niet veroverd door de Zuidelijken. Ook deze poging werd opgegeven wegens te riskant.

### Duckportkanaal
Grants laatste poging was een kanaal te graven tussen Duckport Landing en Walnut Bayou. Hiermee hoopte hij zijn kleinere boten langs Vicksburg te krijgen. Toen het kanaal bijna af was, op 6 april, was het waterpeil gezakt waardoor enkel de platbodems nog inzetbaar waren. Ook dit kanaal werd opgegeven. Grant moest een andere manier zien te vinden.
Tussen december en maart liepen zeven expedities of pogingen op niets uit. Grant zou later beweren dat hij deze initiatieven nam om zijn troepen bezig te houden tijdens de lange wintermaanden. Zijn stelling werd later tegengesproken toen zijn correspondentie gepubliceerd werd.

## Het plan voor de veldtocht in 1863 en de openingszetten

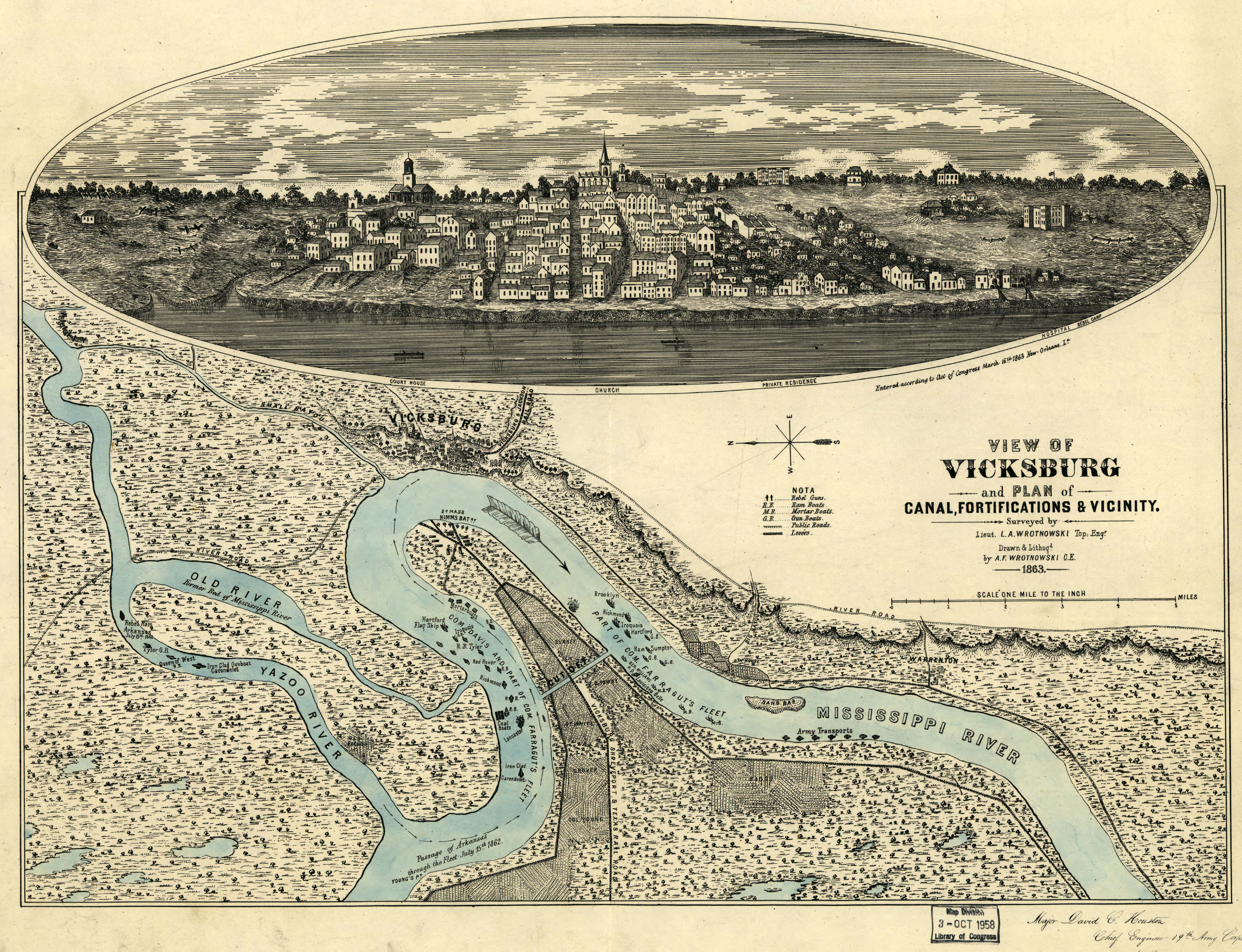
Zicht op Vicksburg en de verschillende fortificaties in 1863.

Alle Bayou operaties waren mislukt. Toch gaf Grant niet op. Zijn laatste kans was gewaagd en gevaarlijk. Hij wilde zijn leger via de westelijke oever van de Mississippi laten marcheren om daarna de rivier ten zuiden van Vicksburg over te steken. Hij had dan twee opties. Ofwel de stad aanvallen vanuit het zuiden en oosten aanvallen, ofwel aansluiting zoeken met de eenheden van Banks om samen Port Hudson te veroveren om daarna met vereende krachten Vicksburg in te nemen.
Op 29 maart zette McClernand zijn soldaten aan het werk. Ze bouwden bruggen, legden moerassen droog om uiteindelijke een 110 km lange weg te bekomen die van Milliken’s Bend tot Hard Times, Louisiana liep. Deze plaats lag net onder Vicksburg.
Op 16 april, tijdens een heldere maanloze nacht, stuurde Porter zeven kanonneerboten en drie lege transportschepen eropuit om de Zuidelijke blokkade te doorbreken. De bemanning zorgde ervoor dat het lawaai en het licht tot een minimum beperkt bleef. Alle voorzorgen dienden tot niets. Zuidelijke wachtposten merkten de boten op waarna de batterijen het vuur openden op de schepen. Om de zichtbaarheid te vergroten ontstaken de Zuidelijken vuren langs de oevers. De kanonneerboten beantwoorden het vuur. Porter merkte op dat de Zuidelijken enkel de bovenste delen van zijn boten raakten, wat hem ervan overtuigde dat de hellingshoek van de vijandelijke kanonnen te klein was. Daarom liet hij zijn schepen dichter langs de oever varen. De vloot kon met een minimum aan schade doorvaren. Porter verloor maar 13 gewonden. Op 22 april braken zes nieuwe boten door met voorraden. Eén schip ging verloren. De bemanning kon gered worden.
Na dit succes kon Grant het laatste deel van zijn strategie in werking doen treden. Hij wilde de aandacht van de Zuidelijken afleiden van de plaatsen waar hij zijn troepen aan land wilde zetten. Daarom koos Grant om twee operaties uit te voeren. Sherman zou een schijnaanval uitvoeren bij Snyder’s Bluff (zie Slag bij Snyder's Bluff). Kolonel Benjamin Grierson zou een cavalerieraid uitvoeren in centraal Mississippi. Grierson kreeg Zuidelijke eenheden achter zich aan waardoor Pembertons strijdmacht over de staat verspreid geraakte. Zo bleef Vicksburg verzwakt achter.

## Samenstelling van de legers

### De Noordelijken
Het Army of the Tennessee onder leiding van generaal-majoor Ulysses S. Grant telde bij het begin van de veldtocht 44.000 soldaten. Begin juli was dit aantal gestegen tot 75.000 manschappen. Het leger bestond uit vijf korpsen namelijk:
- Het XIII Corps onder leiding van generaal-majoor John A. McClernand
- Het XV Corps onder leiding van generaal-majoor William T. Sherman
- Het XVII Corps aangevoerd door generaal-majoor James B. McPherson
- Drie gedetacheerde divisies van het XVI Corps onder leiding van generaal-majoor Cadwallader C. Washburn
- Een detachement van het District of Northeast Louisiana onder leiding van brigadegeneraal Elias S. Dennis
- Het IX Corps onder leiding van generaal-majoor John G. Parke werd in juni bij het leger gevoegd.

### De Zuidelijken
Het Army of Mississippi werd aangevoerd door luitenant-generaal John C. Pemberton en telde ongeveer 30.000 manschappen. Het leger bestond uit vijf divisies onder leiding van generaals-majoor William W. Loring, Carter L. Stevenson, John H. Forney, Martin L. Smith en John S. Bowen.
De eenheden van Joseph E. Johnston in Raymond en Jackson, Mississippi telden ongeveer 6.000 soldaten. Deze eenheden bevatten de brigades van brigadegeneraal John Gray, kolonel Peyton H. Colquitt en brigadegeneraal William H. T. Walker.

## Slagen tijdens Grants operaties tegen Vicksburg (april tot juli 1863

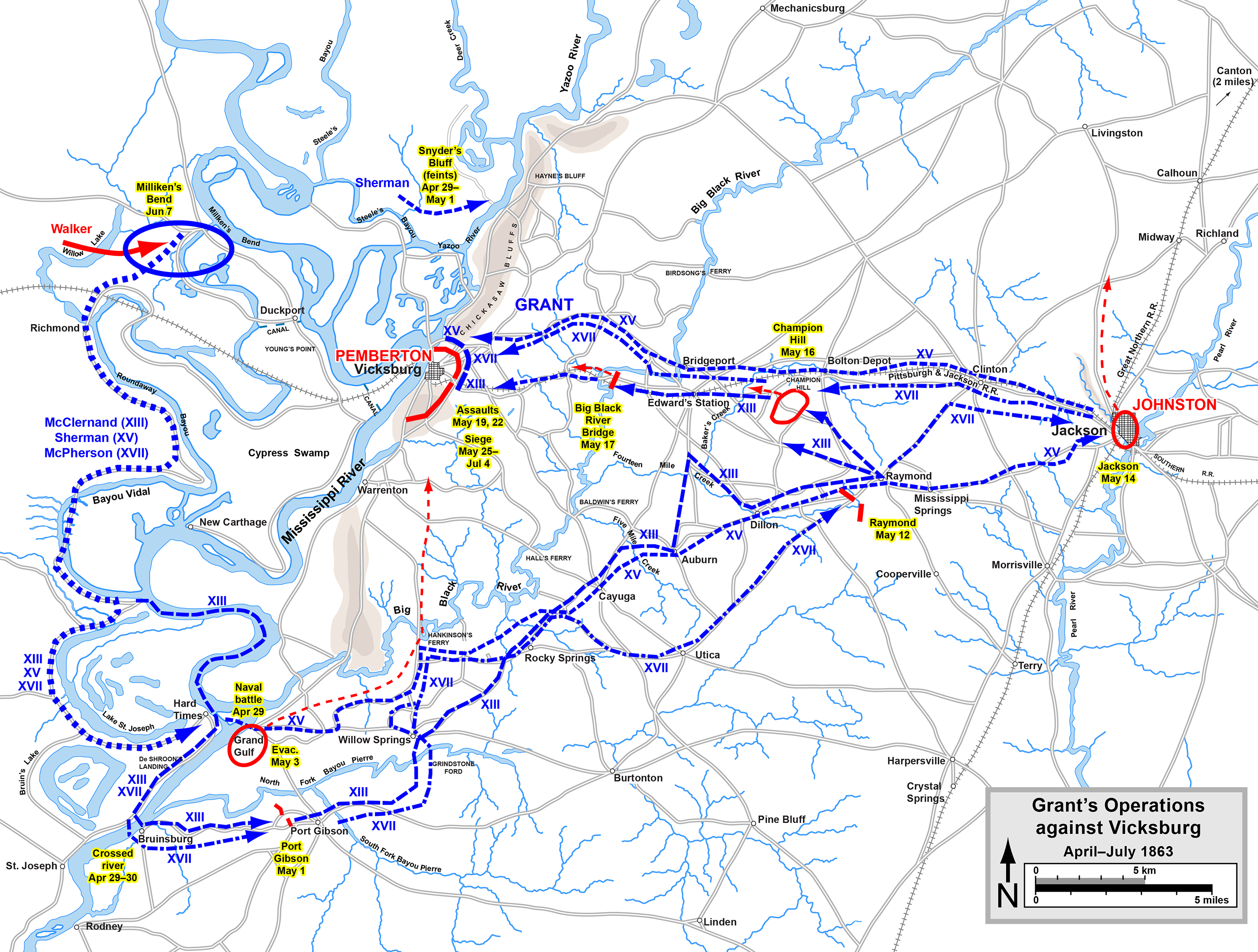
Grants operaties tegen Vicksburg.

De volgende slagen maken deel uit van de tweede fase uit de Vicksburgveldtocht en met name "Grants operaties tegen Vicksburg".

### DeSlag bij Grand Gulf(29 april 1863)
Porter leidde een aanval van zeven bepantserde kanonneerboten tegen de batterijen en fortificaties in Grand Gulf, Mississippi. Het was de bedoeling om de vijandelijke kanonnen het zwijgen op te leggen zodat McClernands XIII Corps het gebied kon beveiligen. De aanval begon om 08.00u en eindigde rond 13.30u. De schepen naderden tot op 100 m van de Zuidelijke batterijen en legden de kanonnen van Fort Wade het zwijgen op. De batterijen van Fort Cobun bleven vuren op de Noordelijke schepen. Ze lagen buiten het bereik van de Noordelijke kanonnen. De USS Tuscumbia. De transportschepen trokken zich terug. Na het invallen van de duisternis openden de Noordelijke schepen opnieuw het vuur op de vijand. De transportschepen voeren ongehinderd langs het overgebleven fort. Ondertussen rukte Grant over het land op naar Coffee Point net onder de golf. De troepen werden daar opgepikt en werden bij Bruinsburg opnieuw afgezet. Van daaruit marcheerde Grant naar Port Gibson, Mississippi.

### DeSlag bij Snyder's Bluff(29 april tot 1 mei 1863)
Om er zeker van te zijn dat de Zuidelijken geen eenheden naar de Grand Gulf zouden sturen, voerden de Noordelijken een schijnaanval uit op Snyder’s Bluff. Op 29 april, in de namiddag, stoomde commodore Kidder Breese met acht kanonneerboten en tien transportschepen de rivier de Yazoo op. Hij voer naar de monding van de Chickasaw Bayou waar ze stoppen om de nacht door te brengen. De volgende morgen om 09.00u werd de tocht verder gezet naar Drumgould’s Bluff en viel daar de vijandelijke batterijen aan. Tijdens de gevechten werd de USS Choctaw meer dan vijftig keer geraakt. Er vielen echter geen slachtoffers. Rond 18.00u ging de infanterie aan land en marcheerde langs de Blake's Levee naar de vijandelijke batterijen. Bij het benaderen van Drumgould’s Bluff opende een Zuidelijke batterij het vuur met veel slachtoffers tot gevolg. De Noordelijken trokken zich terug en scheepten opnieuw in. De volgende morgen werden andere troepen aan land gebracht. Door het moerassig terrein en het vijandelijke vuur moest de infanterie ook nu weer de aftocht blazen. Op 1 mei rond 15.00u openden de kanonneerboten het vuur die enige schade toebracht aan de Zuidelijke kanonnen. Tegen het invallen van de duisternis stopte het sporadisch vuur van het Noordelijk geschut. Sherman kreeg het bevel om zijn tropen aan land te zetten bij Milliken’s Bend. De kanonneerboten keerden terug naar hun ankerplaats bij de monding van de Yazoo.

### DeSlag bij Port Gibson(1 mei)
Grants leger rukte via de Rodney Road vanuit Bruinsburg op naar Port Gibson. Rond middernacht botsten ze op Zuidelijke voorposten. De schermutselingen duurden drie uur. Tegen de ochtend bereikten de Noordelijken een Zuidelijke slaglinie. De Zuidelijken moesten na gevechten zich terugtrekken. In het verloop van de dag wierpen de Zuidelijken verschillende malen een defensieve linie op. De Noordelijke opmars was echter onstuitbaar. De Noordelijken hadden hun bruggenhoofd veroverd.
Nu moest Grant een keuze maken. Zijn orders luiden dat hij Grand Gulf moest innemen, waarna hij aansluiting met Banks moest vinden om samen Port Hudson in te nemen. Het gezamenlijke leger diende daarna Vicksburg te belegeren. Dit zou echte betekenen dat Grant het algemene bevel over de veldtocht zou moeten afstaan aan Banks. Banks was ondertussen bezig met de operaties op de Red River. Hij stuurde een boodschap naar Grant dat hij nog niet klaar was om samen op te rukken naar Port Hudson. Daarop besliste Grant om Vicksburg alleen aan te pakken. Hij stuurde een boodschap naar Halleck in Washington wetende dat het er acht dagen over deed om ter bestemming te geraken.
De Noordelijken namen de oversteekplaats bij Grindstone Ford in. Alle Zuidelijke troepen tussen Big Bayou en Big Black River waren in gevaar. Bowen evacueerde Grand Gulf en trok zich in allerijl terug naar Hankinson’s Ford en over de Big Black River. Zo ontsnapte hij net aan totale omsingeling. Grant wilde nu rechtstreeks oprukken naar Vicksburg in noordelijke richting. Verkenners melden echter dat Pemberton sterke defensieve stellingen had uitgebouwd ten zuiden van de stad. Daarom verlegde Grant zijn aandacht naar de communicatielijnen van Vicksburg, namelijk de spoorweg naar Jackson. Hij liet zijn drie korpsen via drie verschillende routes oprukken naar de spoorweg. McClernand korps werd naar Edwards Station gestuurd, McPherson naar Clinton en Sherman moest Midway Station innemen en vernietigen.

### DeSlag bij Raymond(12 mei)
Op 10 mei vaardigde Pemberton het bevel uit dat alle versterkingen die in Jackson arriveerden naar Raymond moesten marcheren. Deze stad lag 32 km verderop in zuidwestelijke richting. De brigade van John Gregg had reeds een uitputtende mars gedaan van Port Hudson toen ze vertrokken naar Raymond. Daar arriveerden ze op 11 mei in de late namiddag. De volgende dag werd Gregg eropuit gestuurd om een hinderlaag te leggen voor Noordelijke raiders bij Fourteen Mile Creek. Deze raiders bleek een divisie van het XVII Corps te zijn van generaal-majoor John A. Logan. Gregg stelde toch zijn infanterie en artillerie op om de oversteek van de Noordelijke divisie op zijn minst te vertragen. Toen de Noordelijken dicht genoeg genaderd waren, openden de Zuidelijken het vuur met zware verliezen voor de vijand tot gevolg. Sommige eenheden namen de benen. Toch kon Logan genoeg mannen bij elkaar krijgen om een slaglinie te vormen. Samen met net aangekomen Noordelijke eenheden ging hij in de tegenaanval. De zware gevechten duurden zes uur. De Noordelijke overmacht kreeg uiteindelijk de bovenhand. Gregg trok zijn soldaten terug. De slag was verloren, toch hadden ze de Noordelijken een volledige dag opgehouden. Gregg trok zich 8 km terug in de richting van Jackson.
Ondanks McPhersons overwinning, moest Grant zijn plannen aanpassen door de aanwezigheid van Zuidelijke eenheden die zijn rechterflank bedreigden. Uit verslagen bleek dat generaal Joseph E. Johnston verwacht werd in Jackson met versterkingen. Ook waren er geruchten over de komst van generaal P.G.T. Beauregard. Zo liep het Noordelijke leger het risico dat beide flanken bedreigd konden worden. Daarom besliste Grant om eerst de oostelijke dreiging af te wenden. Hij stuurde Sherman en McPherson eropuit om Jackson in te nemen.

### DeSlag bij Jackson (Mississippi)(14 mei)
Op 9 mei ontving generaal Johnston een bevel van de minister van oorlog dat hij onmiddellijk het bevel moest opnemen in Mississippi. Toen Johnston op 13 mei in Jackson arriveerde, kreeg hij te horen dat de korpsen van Sherman en McClernand oprukten naar Jackson. Gregg had slechts 6.000 man om de stad te verdedigen. Johnston liet Jackson evacueren. Gregg vormde de achterhoede. Rond 10.00u vonden de eerste schermutselingen plaats tussen de beide opponenten. Door regenval kon de aanval pas om 11.00u ingezet worden. De Zuidelijke achterhoede werd teruggedrongen, maar ze hielden stand. In de namiddag ontving Gregg het bericht dat de evacuatie geslaagd was. Hij trok zich terug waarna de Noordelijken de stad innamen. Een deel van de stad werd in brand gestoken, de fabrieken vernietigd en de spoorweg onklaar gemaakt. De val van de stad was een domper om het Zuidelijke moreel.
Johnston trok zijn leger terug via de Canton Road. Pembertons eenheden bleven achter bij Edwards Station om de Noordelijken bij Clinton aan te vallen. Pemberton en zijn staf schatten Johnstons plan in als te gevaarlijk en kozen ervoor om de Noordelijke treinen tussen Grand Gulf en Raymond aan te vallen. Op 16 mei kreeg Pemberton opnieuw dezelfde orders van Johnston. Pemberton was echter al begonnen aan de mars naar de spoorlijn om de treinen aan te vallen. Hij keerde op zijn stappen terug. Zijn bagagetrein was nu zijn voorhoede geworden. Ze bevonden zich op dat moment bij Champion Hill.

### DeSlag bij Champion Hill(16 mei)
Rond 07.00u op 16 mei werden de Zuidelijken aangevallen bij Champion Hill. Pemberton nam een defensieve positie in op de heuvelrug boven Jackson Creek. Hij was er zich niet van bewust dat zijn linkerflank in gevaar was. Pemberton posteerde Stephen D. Lees soldaten op Champion Hill. Lee zag op tijd de in aantocht zijnde Noordelijke colonne en waarschuwde Pemberton. Hij stuurde onmiddellijk versterking naar zijn bedreigde linkerflank. De Noordelijke stelden hun artillerie op en openden het vuur. Toen Grant arriveerde rond 10.00u gaf hij het bevel tot de aanval. Rond 11.30u bereikten de Noordelijken de Zuidelijke slaglinie. Na anderhalf uur van strijd braken de Noordelijken door de vijandelijke linie. De Zuidelijken trokken zich in wanorde terug. De Noordelijken veroverden een kruispunt waardoor de ontsnappingsroute van de vijand afgesloten was. De Zuidelijke voerden een tegenaanval uit en dreven de Noordelijken opnieuw de helling af. Grant op zijn buurt voerde een nieuwe tegenaanval uit met versterkingen van Clinton. De druk werd te groot op Pembertons linie. Hij liet zijn mannen terugtrekken via de enige ontsnappingsroute die niet in vijandelijke handen was namelijk Raymond Road. De brigade van brigadegeneraal Lloyd Tilghman vormde de achterhoede. Bij de schermutselingen sneuvelde Tilghman. In de late namiddag veroverden de Noordelijken Bakers Creek Bridge. Om middernacht trokken ze Edwards binnen. De Zuidelijken trokken zich terug naar Vicksburg.

### DeSlag bij Big Black River Bridge(17 mei)
In de nacht van 16 op 17 mei bereikten de terugtrekkende Zuidelijken de brug over de Big Black River. Pemberton liet drie brigades onder leiding van brigadegeneraal Bowen achter bij de brug om de Noordelijke opmars te vertragen. In de ochtend van de 17de mei vertrokken drie divisies van McClernands korps uit Edwards Station. Ze botsten op de verdedigingslinie van Bowen en moesten dekking zoeken toen de Zuidelijke artillerie het vuur opende. De 2nd Brigade van brigadegeneraal Michael K. Lawler van Carrs divisie viel de linie frontaal aan. De onervaren brigade van John C. Vaugh raakte in paniek en begon zich over twee bruggen over de rivier terug te trekken. Na de oversteek staken ze beide bruggen in brand. De Noordelijken namen 1.800 soldaten gevangen. Een verlies die de Zuidelijken zich moeilijk konden veroorloven.

### HetBeleg van Vicksburg(18 mei tot 4 juli)

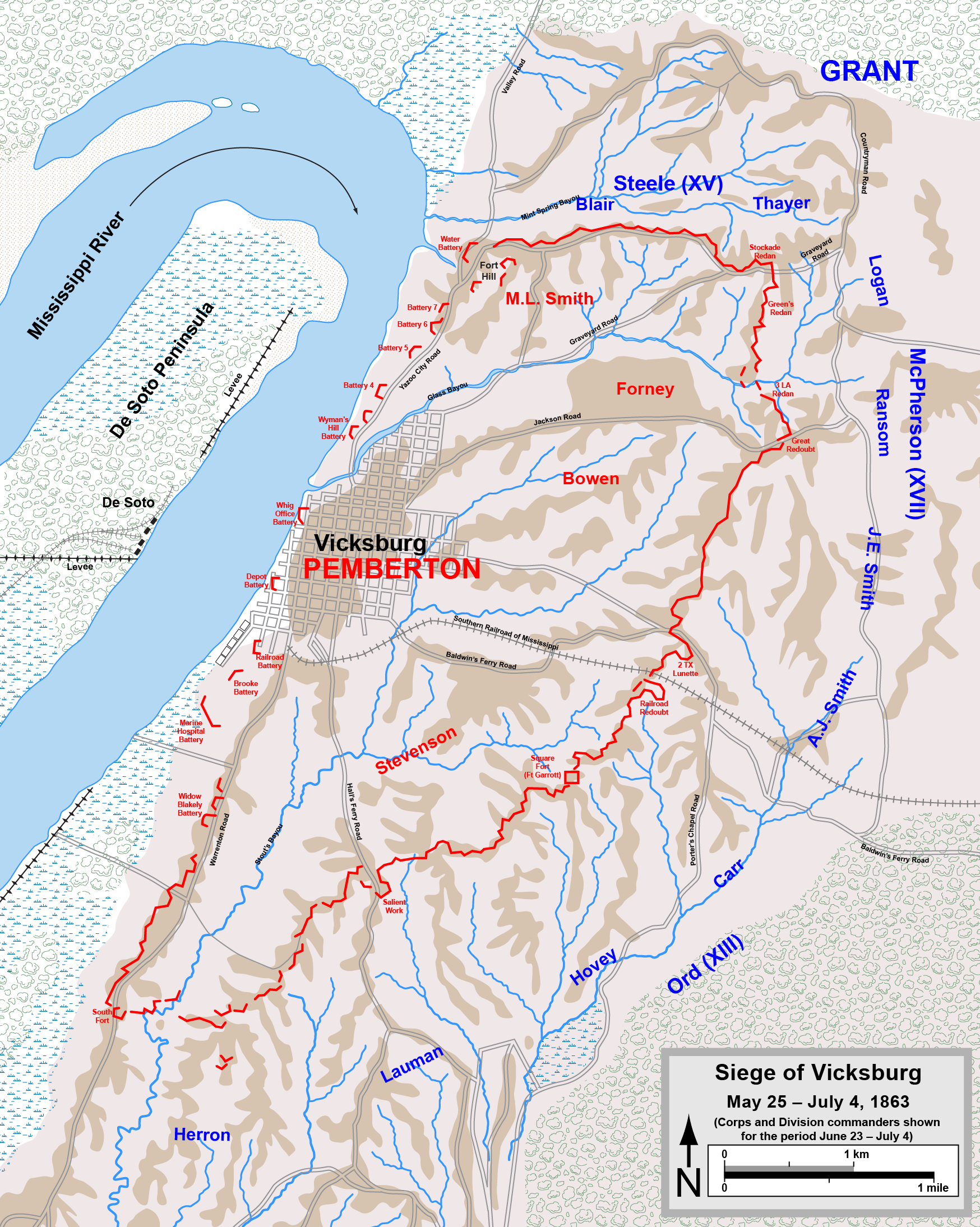
Beleg van Vicksburg.

De Noordelijke strijdmacht had Pembertons leger ingesloten in Vicksburg. Op 19 en 22 mei ondernam Grant pogingen om de verdedigingswerken met frontale aanvallen in te nemen. De aanval op 22 mei kende initieel succes, maar werd uiteindelijk afgeslagen met 3.200 slachtoffers tot gevolg. Johnston gaf het order aan Pemberton om de stad te verlaten en zijn leger te redden. Pemberton schatte de kansen tot ontsnapping laag in.
Johnston plande een aanval om de stad te ontzetten, maar te voorbereidingen hiertoe duurden te lang. Na een beleg van zes weken gaf Pemberton zich over. Vicksburg was in Noordelijke handen gevallen.

## Operaties in Louisiana
Tijdens het beleg van Vicksburg vonden er drie veldslagen plaats in de omgeving van de stad.

### DeSlag bij Milliken's Bend(7 juni)
Tijdens het beleg ondernamen de Zuidelijken een poging om de toevoerlijnen van Grants leger te verstoren. Daarom vielen ze de opslagplaatsen bij Milliken's Bend aan. Deze depots werden bewaakt door voornamelijk onervaren Afro-Amerikaanse troepen. Hoewel ze slecht bewapend waren, slaagden ze er toch in om de Zuidelijke aanval af te slaan mede dankzij de ondersteuning van kanonneerboten.

### DeSlag bij Goodrich's Landing(29 en 30 juni)
Terwijl de Noordelijken de dorpen en nederzettingen langs de Louisiana River bezetten, stroomden duizenden bevrijde slaven naar hen toe. De Noordelijken verhuurden daarop plantages aan de ex-slaven zodat ze zelf in hun behoeften konden voorzien. De plantages werden beschermd door Afro-Amerikaanse regimenten. De Zuidelijken zetten een expeditie op om de voormalige slaven opnieuw te vangen en de plantage te vernietigen. Hoewel de Zuidelijken veel schade toebrachten aan gewassen en eigendommen had deze operatie weinig tot geen invloed op de Noordelijke plannen.

### DeSlag bij Helena(4 juli)
De eenheden van de Zuidelijke luitenant-generaal Theophilus H. Holmes vielen Helena in Arkansas aan met de bedoeling de druk op Vicksburg te verminderen. Na initieel succes voor Holmes werden zijn aanvallen toch afgeslagen door het Noordelijke garnizoen.

## Gevolgen
Hoewel er tijdens het beleg van Vicksburg relatief weinig slachtoffers vielen, kon Grant voor de tweede maal een Zuidelijk leger gevangennemen. 29.495 soldaten gaven zich over aan Grant. De meeste Zuidelijken werden nadien weer vrijgelaten. Ook viel een aanzienlijke hoeveelheid wapens, artillerie en munitie in Noordelijke handen. Tussen maart en juli telden de Noordelijken 10.142 slachtoffers tegenover 9.091 voor de Zuidelijken.
Dit was de tweede grote tegenslag voor het Zuiden tijdens de zomer van 1863. op 3 juli had Robert E. Lee de Slag bij Gettysburg verloren. Op 4 juli wapperde de Stars and Stripes boven Vicksburg. Het belangrijkste resultaat van de veldtocht was de volledige Noordelijke controle over de Mississippi. Het Zuiden was nu in twee helften verdeeld. Grant bracht Shermans eenheden nu in stelling tegen Johnstons 31.000 soldaten in Jackson. Johnston probeerde Sherman tot een frontale aanval te verleiden. Sherman wist na de slachtingen bij Vicksburg wel beter. Hij begon de stad te belegeren. Johnston ontsnapte met zijn leger. Centraal Mississippi was nu volledig in Noordelijke handen.
Grant werd bevorderd tot generaal-majoor met ingang op 4 juli 1863. Na de Derde slag bij Chattanooga waar hij de belegerde Noordelijke troepen ontzette, nam hij het opperbevel over van Halleck. Hij werd bevorderd tot luitenant-generaal. Vicksburg wordt beschouwd als het hoogtepunt uit zijn militaire carrière.